# 圣彼得罗-因拉马
圣彼得罗-因拉马（義大利語：San Pietro in Lama）是意大利莱切省的一个市镇。总面积7平方公里，人口3655人，人口密度522.1人/平方公里（2009年）。ISTAT代码为075071。